# Anillidris
Anillidris este un gen de furnici care conține numai specia Anillidris bruchi. Genul este cunoscut doar din câteva colecții din Brazilia și Argentina. Pentru un timp Anillidris a fost sinonim cu genul Linepithema, dar a fost reînviat din sinonim de Shattuck (1992).